# 조선민주주의인민공화국의 저명인 목록
조선민주주의인민공화국의 저명인 목록
- 이 목록은 조선민주주의인민공화국에서 태어나 자란 사람, 혹은 국적을 가진 사람의 목록이다.

## ㄱ
- 강성산 - 정치인/기업인/경제학자
- 계순희 - 유도 선수
- 고용희 - 김정일의 아내
- 김경희 - 군인/정치인/김정일의 동생
- 김만일 - 김정일의 동생
- 김영남 - 정치인
- 김영대 - 정치인
- 김영춘 - 군인/정치인
- 김영호 - 고기잡이 후 행방불명되다가 조선민주주의인민공화국에서 생존이 확인된 일본인
- 김원균 - 작곡자/정치인
- 김일성 - 정치인
- 김일철 - 군인
- 김정남 - 김정일의 첫째 아들
- 김정숙 - 김일성의 아내, 김정일의 모친
- 김정은 - 정치인/김정일의 셋째 아들
- 김정일 - 정치인, 김일성의 첫째 아들
- 김정철 - 김정일의 둘째 아들
- 김평일 - 정치인/김정일의 이복 형제
- 김현희 - 전 공작원

## ㄹ
- 리상벽 - 방송인 겸 아나운서
- 리영철 - 군인/정치인
- 리영철 - 축구 선수
- 리춘히 - 아나운서

## ㅂ
- 박두익 - 전 축구 선수
- 박봉주 - 정치인
- 박성철 - 정치인
- 박헌영 - 정치인
- 백남순 - 정치인

## ㅅ
- 신광수 - 전 공작원

## ㅇ
- 안명철 - 전 강제수용소 경비병
- 안영학 - 축구 선수
- 안필화 - 처음으로 이름을 밝힌 탈북 일본인 처
- 연형묵 - 정치인

## ㅈ
- 장성택 - 정치인
- 전형규 - 아나운서
- 정대세 - 축구 선수
- 정성옥 - 전 마라톤 선수
- 조명록 - 정치인

## ㅎ
- 황장엽 - 정치인/사상가